# Bologna-Sandwich

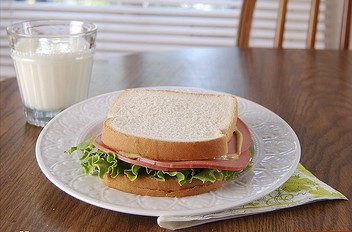
Ein typisches Bologna-Sandwich mit Salat und Gewürzen

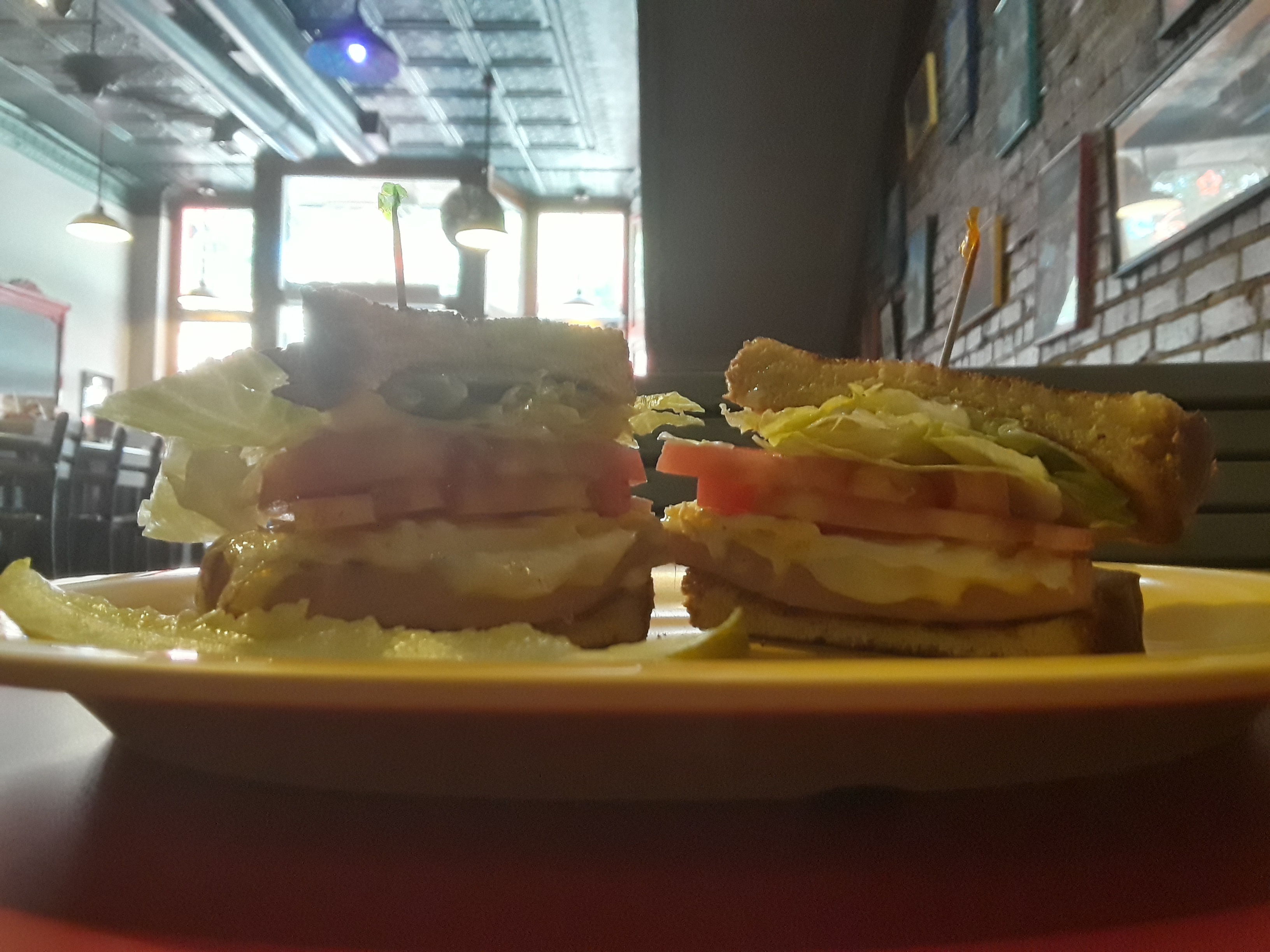
Frittiertes Bologna-Sandwich

Das Bologna-Sandwich ist ein in den Vereinigten Staaten und Kanada weit verbreitetes Sandwich. Es wird auch als Baloney-Sandwich bezeichnet und besteht traditionell aus geschnittener Mortadella Bologna zwischen Weißbrotscheiben sowie verschiedenen Gewürzen wie Mayonnaise, Senf und Ketchup.
Das Bologna-Sandwich ist eine regionale Spezialität im Osten, Mittleren Westen, in den Appalachen und in den Südstaaten. Dazu gibt es frittierte Bologna-Sandwiches, die sich auf den Speisekarten vieler Restaurants im Süden finden lassen. Es gibt viele Variationen, bei denen die Wurst zuerst gebraten und mit verschiedenen Garnituren wie Käsescheiben, Gewürzgurken, Tomaten und Zwiebeln garniert wird.